# Kulolo

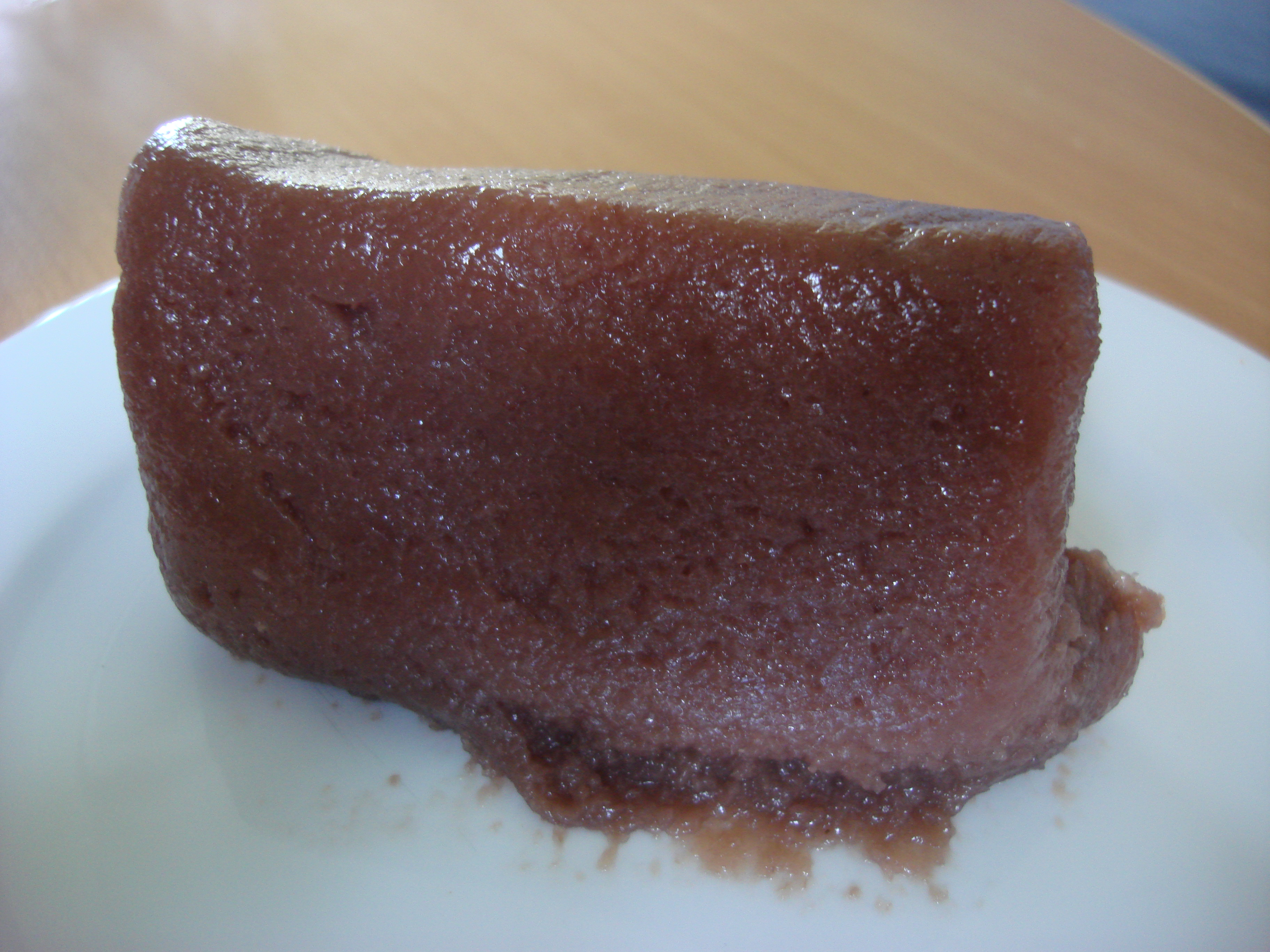
Portion de kulolo.

Le kūlolo est un  dessert hawaïen fait principalement de  cormes de taro râpés cuits au four ou à la vapeur et avec de la pulpe de noix de coco râpée ou du lait de coco. Considéré comme un pudding, le kūlolo a une consistance solide comme le fudge et est souvent servi coupé en carrés. Sa consistance est également décrite comme caoutchouteuse et grumeleuse, comme le tapioca, et son goût est similaire à celui du caramel,.
Les recettes traditionnelles de kūlolo demandent d'envelopper le mélange dans des feuilles d'épinards hawaïen et de le cuire dans un imu (four souterrain) pendant 6 à 8 heures. Les recettes modernes demandent de placer le mélange dans un plat allant au four, de le recouvrir de papier d'aluminium et de cuire dans un four standard pendant environ 1 à 2 heures.